# Roeberella
Genre
Roeberella est un genre de lépidoptères (papillons) de la famille des Riodinidae.

## Taxonomie
Le genre Roeberella a été décrit par Embrik Strand en 1932.

## Liste des espèces
- Roeberella calvus (Staudinger, [1887]) — Pérou
- Roeberella flocculus Brévignon & Gallard, 1993 — Guyane
- Roeberella gerres (Thieme, 1907) — Colombie
- Roeberella lencates (Hewitson, 1875) — Costa Rica, Amazonie, Trinité-et-Tobago